# Boissy-sous-Saint-Yon
Boissy-sous-Saint-Yon är en kommun i departementet Essonne i regionen Île-de-France i norra Frankrike. Kommunen ligger i kantonen Saint-Chéron som tillhör arrondissementet Étampes. År 2022 hade Boissy-sous-Saint-Yon 3 855 invånare.

## Befolkningsutveckling
Antalet invånare i kommunen Boissy-sous-Saint-Yon
| Referens: INSEE |